# Weißschwanzbussard
Der Weißschwanzbussard (Geranoaetus albicaudatus, Syn.: Buteo albicaudatus) ist ein großer, charakteristisch grau-weiß gezeichneter Bussard der Gattung Geranoaetus innerhalb der Familie der Habichtartigen (Accipitriformes). Er ist vor allem eine südamerikanische Art, nur die nördlichsten Brutgebiete erreichen Mittelamerika, Mexiko und den Süden der Vereinigten Staaten. Unter den Bussardartigen hat er die größte Nord-Süd-Ausbreitung. Die Art erscheint in einer hellen und – wesentlich seltener – einer dunklen Morphe. Die Geschlechter sind gleich gefärbt, Weibchen sind um bis zu 17 % größer als Männchen.
G. albicaudatus bewohnt vornehmlich trockene- oder mäßig feuchte Lebensräume der Niederungen und Mittelgebirge, wie einzeln baumbestandene Grassteppen und Prärien, kommt aber auch in extensiv kultivierten Landschaftstypen und in der Nähe großer Städte, wie etwa Rio de Janeiro, vor. Er ist ein opportunistischer Nahrungsgeneralist, der sich von großen Insekten, kleinen Säugetieren, Reptilien und Amphibien ernährt. Die überwiegende Mehrzahl der Weißschwanzbussarde verbleibt das gesamte Jahr über im Brutgebiet, nur Teilpopulationen unternehmen kurzstreckige Wanderungen. Jungvögel dismigrieren großräumig.
Obwohl die Art in Texas als gefährdet gilt, erscheint ihr Gesamtbestand ungefährdet (IUCN LC = least concern). Sie ist stellenweise häufig und konnte ihr Brutareal vor allem im Südosten Brasiliens erweitern.
Bis auf die nördlichsten Vorkommen in Texas ist die Art bislang nur sehr unzureichend untersucht.

## Aussehen

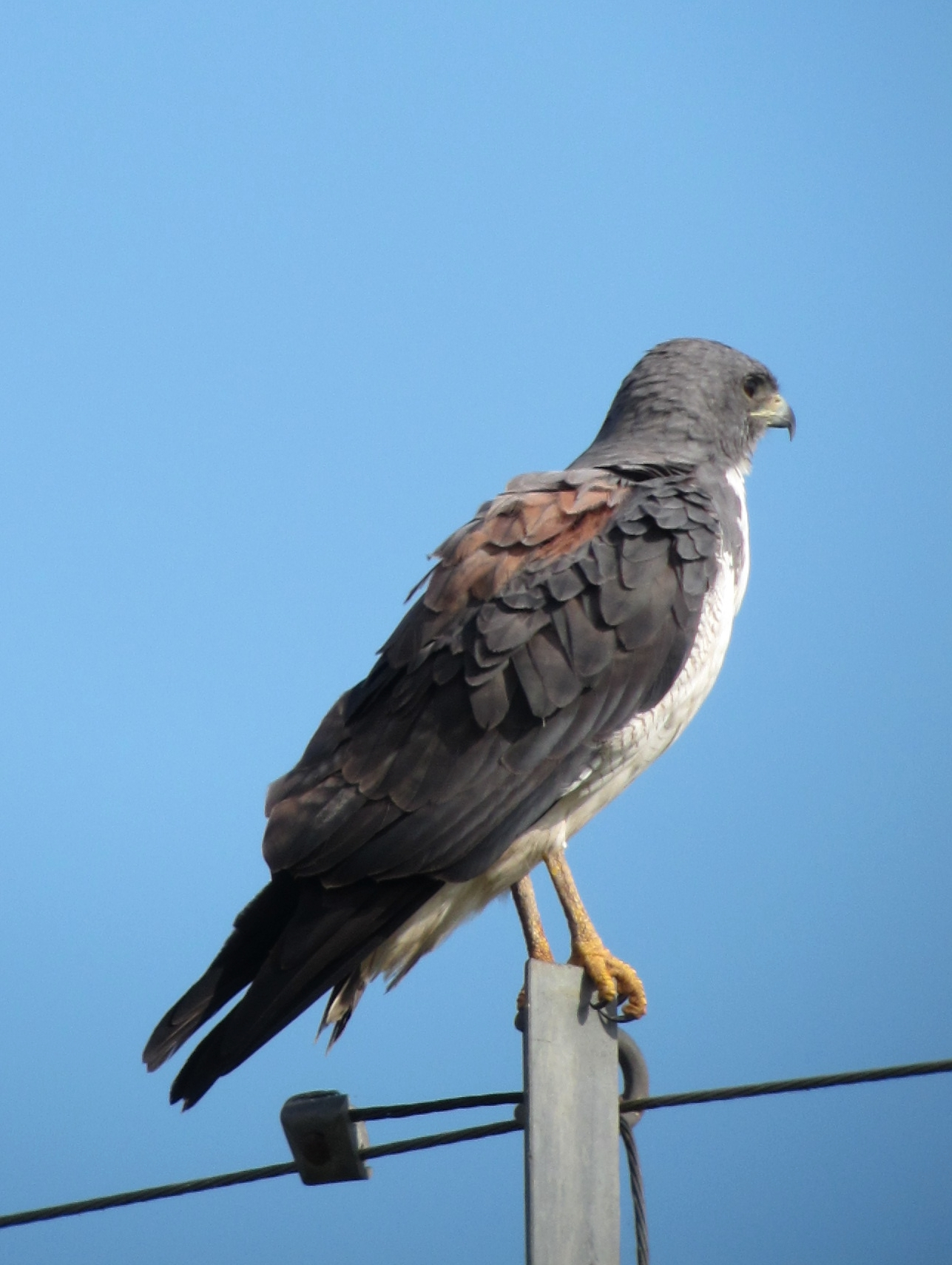
Adulter Weißschwanzbussard

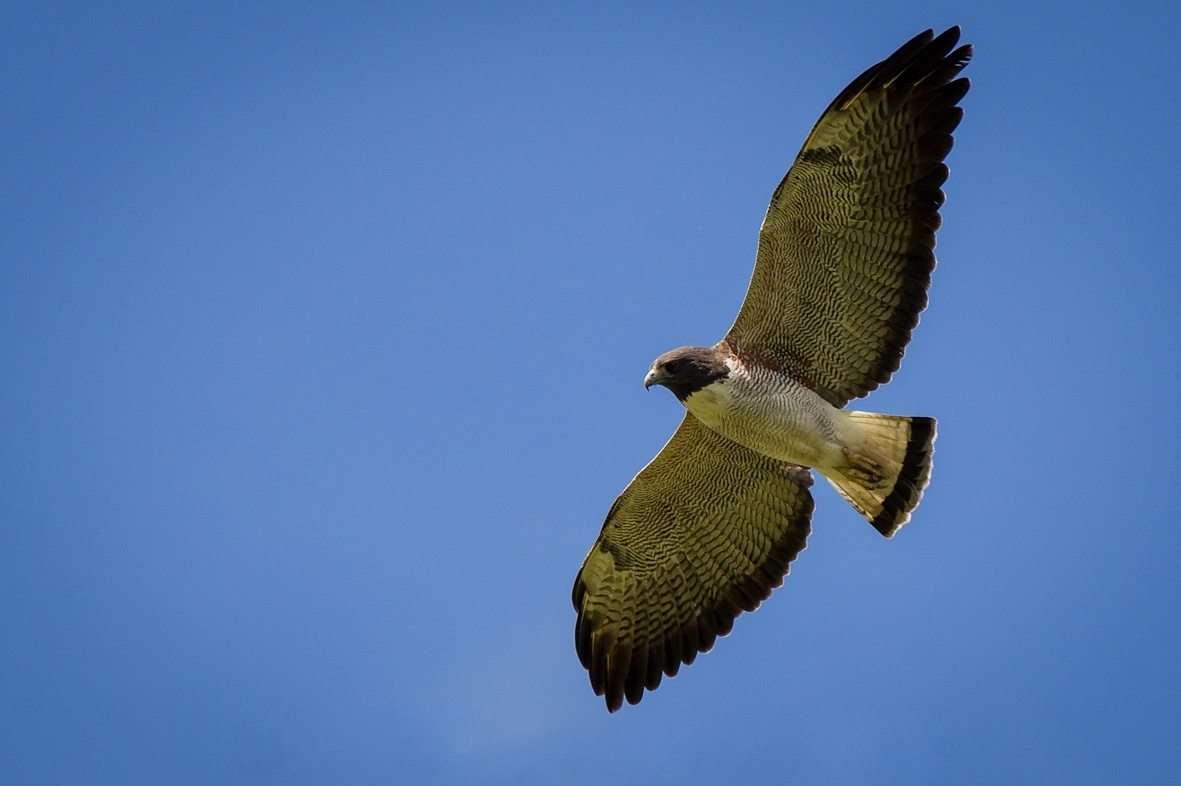
Intensiv gezeichneter, adulter Weißschwanzbussard

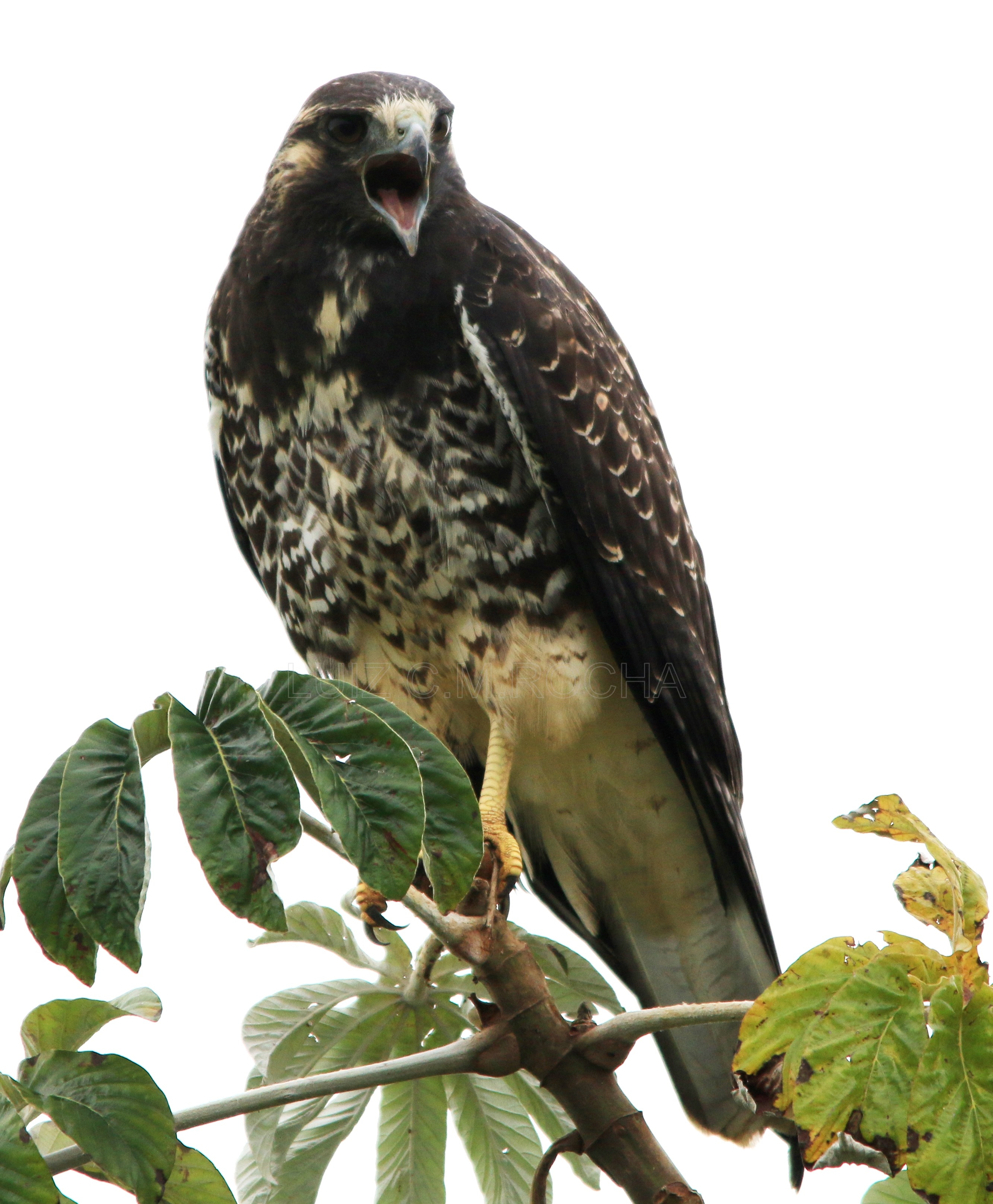
Rufender Jungvogel

Der Weißschwanzbussard ist ein sehr typisch gefärbter, großer Bussard mit grauer Oberseite, fast weißer, rötlichbraun bis grau gebänderter Unterseite, einem kurzen, weißen Schwanz mit prominenter schwarzer Subterminalbinde, für einen Greifvogel langen Beinen und langen, auf der Unterseite grauen, tief schwarz gefingerten Flügeln. Kennzeichnend ist beim sitzenden Vogel eine rostbraune oder zimtfarbene Färbung des Schultergefieders. Weibchen sind zwar häufig etwas dunkler gefärbt und intensiver gezeichnet, doch ein klarer Färbungsdimorphismus besteht nicht. Auch in der Größe sind Männchen und Weibchen nur bedingt voneinander zu unterscheiden, da die Körpergröße der größten Männchen der der kleinsten Weibchen entspricht. Die hauptsächlich unter Vertretern der Nominatform zu beobachtenden melanistischen Individuen sind bis auf den mattweißen, schwarz gebänderten Schwanz einheitlich düster dunkelbraun. Jungvögel sind vor allem durch ihren grauen Schwanz, das fehlende rostrote Band und die dunkel gesprenkelte Brustseite gut gekennzeichnet. G. albicaudatus ist einer der wenigen Bussardartigen mit deutlicher Flügelprojektion (die Handschwingen überragen beim sitzenden Vogel den Schwanz).
Weißflügelbussarde fliegen mit langsamen, kraftvollen, tief durchgezogenen Flügelschlägen und gleiten in einer ausgeprägten V-Stellung. Sie rütteln oft und „hängen“ bei günstigen Bedingungen mit ausgebreiteten Schwingen im Wind. Häufig ist die Art auch am Boden zu beobachten.
Die Größe liegt bei Männchen zwischen 46 und 52, bei Weibchen zwischen 48 und 60 Zentimetern. Männchen wiegen maximal 950, Weibchen bis 1100 Gramm.

### Helle Morphe (G. a. hypospodius)
Grundfarbe der gesamten Oberseite, der Wangen und der Oberflügel ist hellgrau bis schiefergrau; Weibchen sind tendenziell geringfügig dunkler gefärbt. Die Kehle ist reinweiß oder leicht gestrichelt; auch ein kleiner Bereich über dem Schnabel ist weiß. Alle mittleren Flügeldecken der Oberseite sind zimtfarben oder rötlichbraun, wodurch beim sitzenden Vogel eine charakteristische Schulter- und teilweise Mantelfärbung entsteht. Die gesamte Unterseite ist weiß, vor allem im Brustbereich oft zeichnungslos, während Bauch und Unterschwanzdecken meist fein grau, grauschwarz oder rötlichbraun gesperbert sind. Die Unterflügeldecken sind weitgehend weiß und in sehr variablem Ausmaß fein grau oder rötlichbraun gestrichelt. Alle Schwingen sind grau, deutlich dunkel gerandet und mehrmals fein dunkelgrau längsliniert. Die tief gefingerten Handschwingen sind deutlich dunkler, fast schwarz. Der kurze, leicht gerundete Schwanz ist auf der Ober- und der Unterseite weiß. Nahe dem fein weiß gerandeten Schwanzende befindet sich auf beiden Seiten ein tiefschwarzes, etwa 2,5 Zentimeter breites Band. Die Beine sind bis zum Intertarsialgelenk flauschig befiedert; dieser Bereich kann völlig ungezeichnet, aber auch dicht grau oder rötlichbraun gesperbert sein. Die Beine sind in allen Altersstufen orangegelblich. Der Hakenschnabel ist an der Basis hell bläulichgrau und wird zur Spitze hin dunkler, die Iris ist kastanienbraun. Die Schnabelfarbe und die Farbe der Iris verändern sich in den Altersstufen nicht.

### Dunkle Morphe

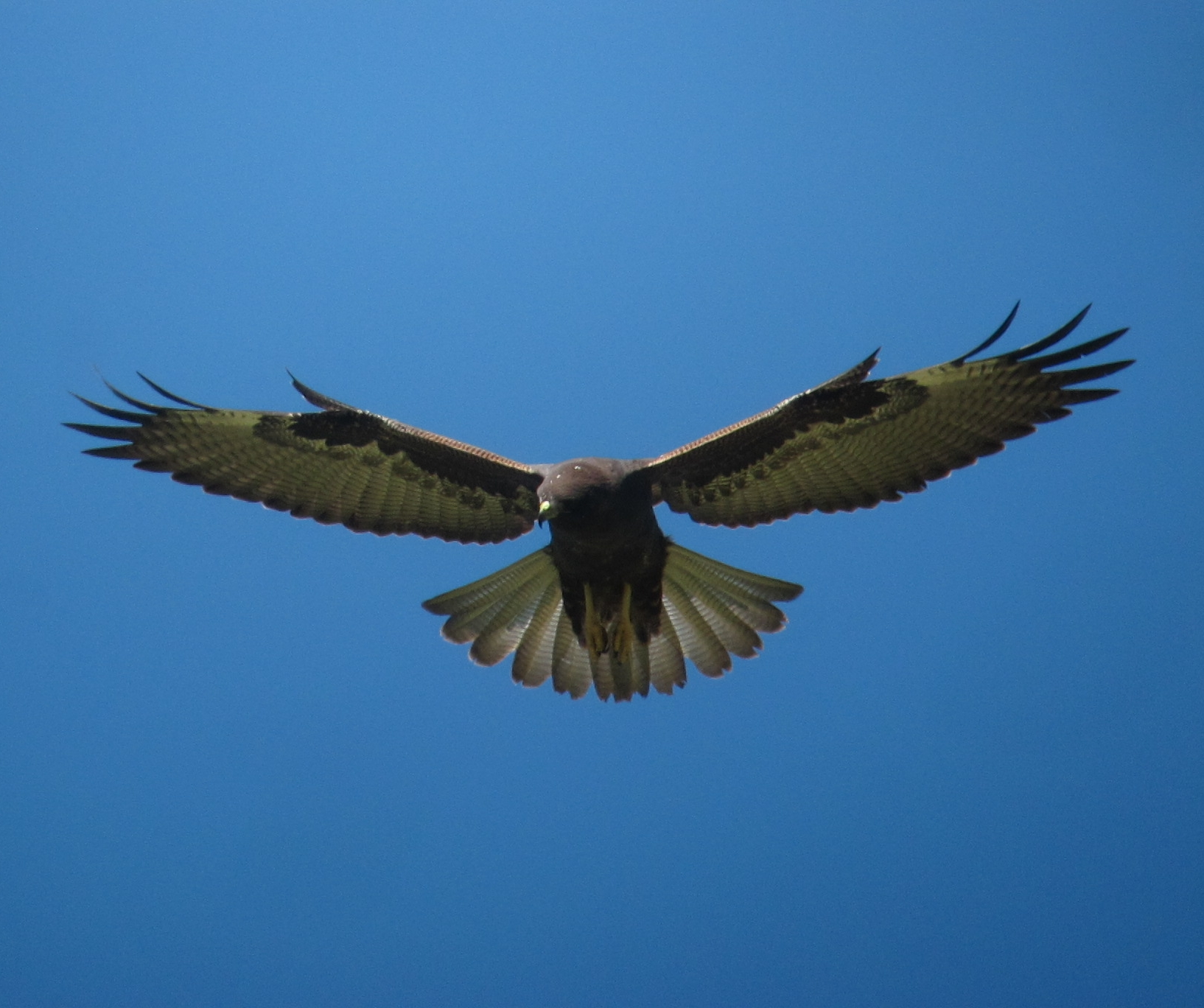
Rüttelnder, juveniler dunkelmorphiger Weißschwanzbussard

Schwärzlinge scheinen nur südlich des Amazonasgebietes und östlich der Anden etwas häufiger vorzukommen. Das Ausmaß des Melanismus ist unterschiedlich und reicht von gesättigt dunkelbraun (mit meist vorhandener rostroter oder zimtbrauner Schulterfärbung) bis zu düster schwarzbraun, mit fehlender rötlichbrauner Schulterfärbung.
Typisch gefärbte dunkelmorphige Weißschwanzbussarde sind auf der gesamten Ober- und Unterseite düster braunschwarz. Nur über dem Schnabelansatz und im Kehlbereich sind weißliche Stellen erkennbar. Die Farbe der Unterflügeldecken entspricht der des Oberseitengefieders, die Schwingen sind dunkel silbergrau, deutlich dunkel gerandet und mehrfach dunkel liniert. Die Handschwingen sind fast schwarz. Der Schwanz ist auf der Oberseite hell grauweiß, auf der Unterseite mattweiß. Das schwarze Subterminalband ist wie bei hellmorphigen Individuen ausgebildet, kontrastiert aber weniger stark; auch die unbefiederten Körperregionen gleichen jenen der hellen Vögeln.

### Jugendgefieder
Jungvögel der hellen Morphe sind auf der gesamten Oberseite und der Brust dunkelbraun gesprenkelt. Die Sprenkelung entsteht durch die hellbraunen Randungen der meisten Deck- und Körperfedern. Der Bauch ist weniger intensiv gezeichnet, die Unterschwanzdecken oft zeichnungslos cremefarben. Die Unterflügeldecken sind wie das Oberseitengefieder gefärbt, die Schwingen sind schieferfarben und nur unmerklich dunkler gerandet. Die Handschwingen sind dunkelgrau. Der Schwanz ist auf beiden Seiten silberfarben; sowohl der weiße Rand als auch das schwarze Subterminalband sind noch nicht ausgebildet oder nur angedeutet; ebenso fehlt bei hellmorphigen Jungvögeln die charakteristische rötlichbraune Schulterfärbung. Sie erscheint jedoch nach der zweiten Mauser, nach der die Jungvögel ein Immaturgefieder tragen, das die wesentlichsten Zeichnungselemente des Erwachsenengefieders aufweist. Auf der Oberseite ist der Jungvogel aber schwärzlich braun und nicht grau. Dunkelmorphige Juvenile sind in der Farbverteilung ähnlich den hellmorphigen, jedoch auf der Unterseite wesentlich dunkler gefärbt.

### Mauser
Küken beginnen im Alter von etwa 10 Tagen ihr Dunenkleid zu vermausern und tragen beim Ausfliegen das erste Jugendgefieder, bei dem nicht alle Großfedern ihre volle Länge erreicht haben. Noch im gleichen Jahr oder mit Beginn des nächsten Jahres vermausern sie alle Körperfedern und stufenweise die Großfedern. Diese Mauser kann fast über das gesamte zweite Lebensjahr andauern. Mit Beginn der Brutreife im dritten Lebensjahr vermausern sie in das Erwachsenengefieder, Weibchen weitgehend während der Brut- und Nestlingszeit; Männchen wechseln das Körpergefieder und viele Deckfedern während der Brutzeit, die Schwingen und Steuerfedern aber erst danach, und immer so, dass nur kleine Lücken im Großgefieder entstehen und die Flugfähigkeit voll erhalten bleibt. Danach erfolgt im selben Muster jedes Jahr eine Komplettmauser.

## Stimmrepertoire
Typisch ist eine mehrteilige Ruffolge mit hoher, nasal-gequetschter Lautcharakteristik, die mit einem lang gezogenen Element beginnt, auf das in zunehmender Schnelligkeit und oft abfallender Tonhöhe weitere Rufe mit ähnlicher Charakteristik folgen. Dieser Ruf scheint - vielfältig variiert - weitgehend universell eingesetzt zu werden und ist das gesamte Jahr über von beiden Geschlechtern, sowohl im Sitzen als auch im Flug zu hören. Höhere, schrillere und kreischende Elemente deuten auf eine größere Erregung hin. Seltener sind einsilbige, gereihte Ruffolgen mit unterschiedlich vielen Einzelelementen zu hören, die entfernt an Eulenrufe erinnern.

## Verbreitung

### Brutgebiet

Verbreitungsgebiet des Weißschwanzbussards

Der Weißschwanzbussard hat mit Brutvorkommen von 29°N bis 42°S die ausgedehnteste Nord – Süd Verbreitung aller amerikanischer Greifvögel. Die nördlichsten Brutgebiete liegen an der texanischen Golfküste und setzen sich in Tamaulipas, Mexiko fort. Vorkommen auf der vorgelagerten Padre Insel und auf anderen Küsteninseln der Region sind erloschen. Auch die Brutplätze in Arizona und New Mexico sind seit etwa 1900 nicht mehr besetzt. In Mexiko brütet die Art an verschiedenen Stellen entlang der Pazifik- und der Golfküste, in größerer Dichte auf Rodungsflächen der Halbinsel Yucatán mit Ausnahme Belizes, wo sie kaum oder nur vereinzelt vorkommt. Auf größere und kleinere Verbreitungsinseln verteilt setzen sich die Brutgebiete über Mittelamerika nach Südamerika fort. Besiedelt sind auch zwei der Bocas Inseln und die Pazifikinseln vor der Küste Panamas. Generell scheint G. albicaudatus an der Pazifikküste Mittelamerikas etwas häufiger vorzukommen als an der Golfküste. Etwas dichtere Vorkommen dürften in der Provinz Guanacaste in Costa Rica bestehen. Nördlich des Amazonasbecken sind vor allem die Llanos Venezuelas und der Guayanastaaten, sowie der mäßig feuchte Norden und Nordosten Brasiliens Brutgebiet. Auch auf einigen Inseln unter dem Winde (Aruba, Curaçao, Bonaire) bestehen kleine Brutvorkommen. Im Amazonasbecken selbst brütet die Art nicht. In Kolumbien, das im Nordosten flächig, weiter nach Süden sehr lückig besiedelt ist, erreicht die Art ihre größte Westausdehnung. Im Tal des Río Cauca erstrecken sich Brutgebiete zwischen der  Zentral- und der Westkordillere. Kleine Brutvorkommen bestehen auch in den Feuchtsavannen des südöstlichen Perus.
In Brasilien kommt G. albicaudatus sowohl in den feuchteren Gebieten an der Atlantikküste als auch im Cerrado, dem trockeneren Binnenland vor; im Pantanal sind die nie überschwemmten Randzonen und Trockeninseln Brutgebiet. Östlich und südöstlich davon ist sie im nördlichen Argentinien, im östlichen Bolivien und in Paraguay Brutvogel des Gran Chaco. In den Pampas Uruguays und des nordzentralen Argentiniens liegen die südlichsten Brutgebiete dieser Art. Schon 1925 versuchte Erwin Stresemann, die Verbreitungsgebiete der Unterarten besser zu definieren.

### Lebensraum

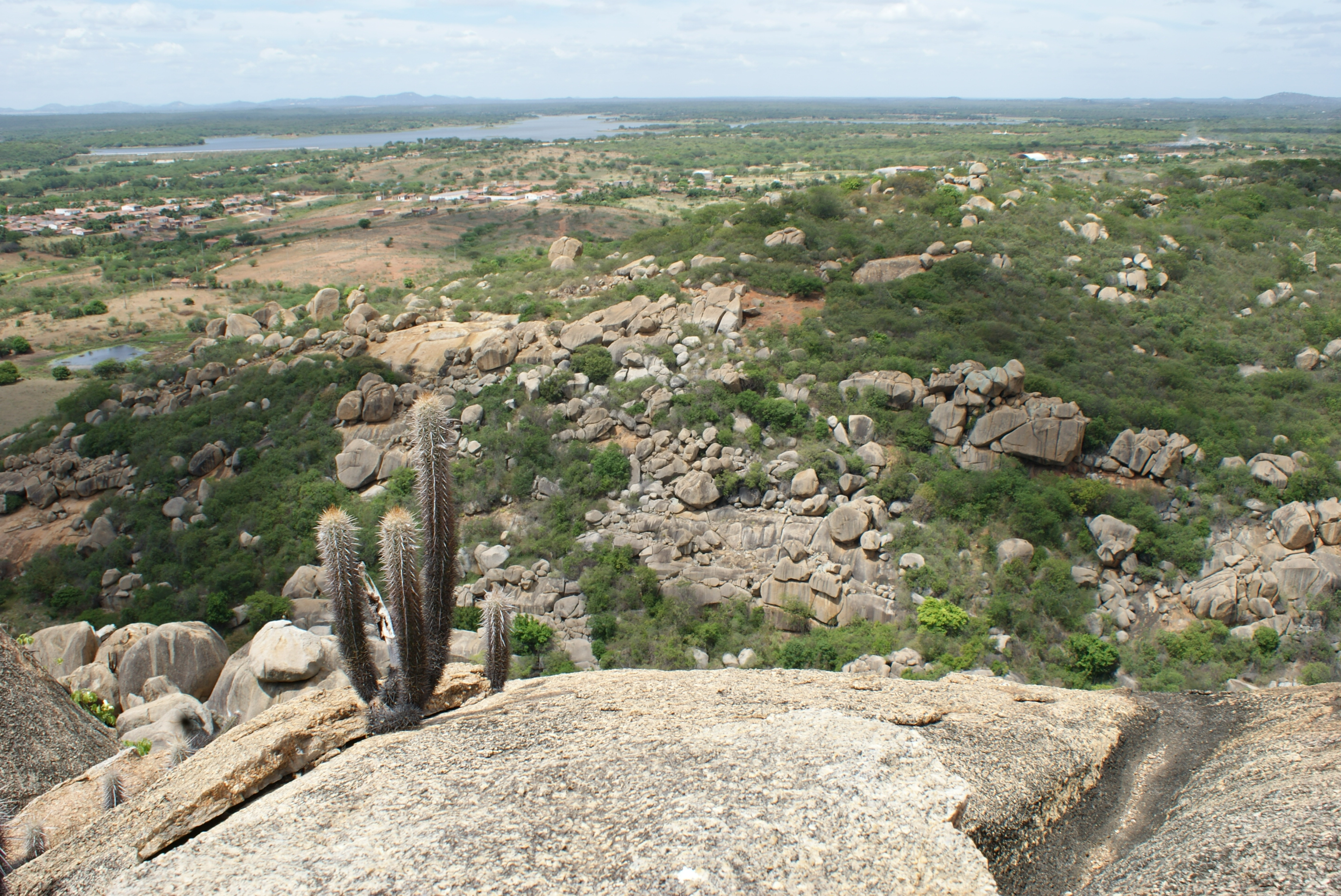
Lebensraum der Art in der brasilianischen Caatinga

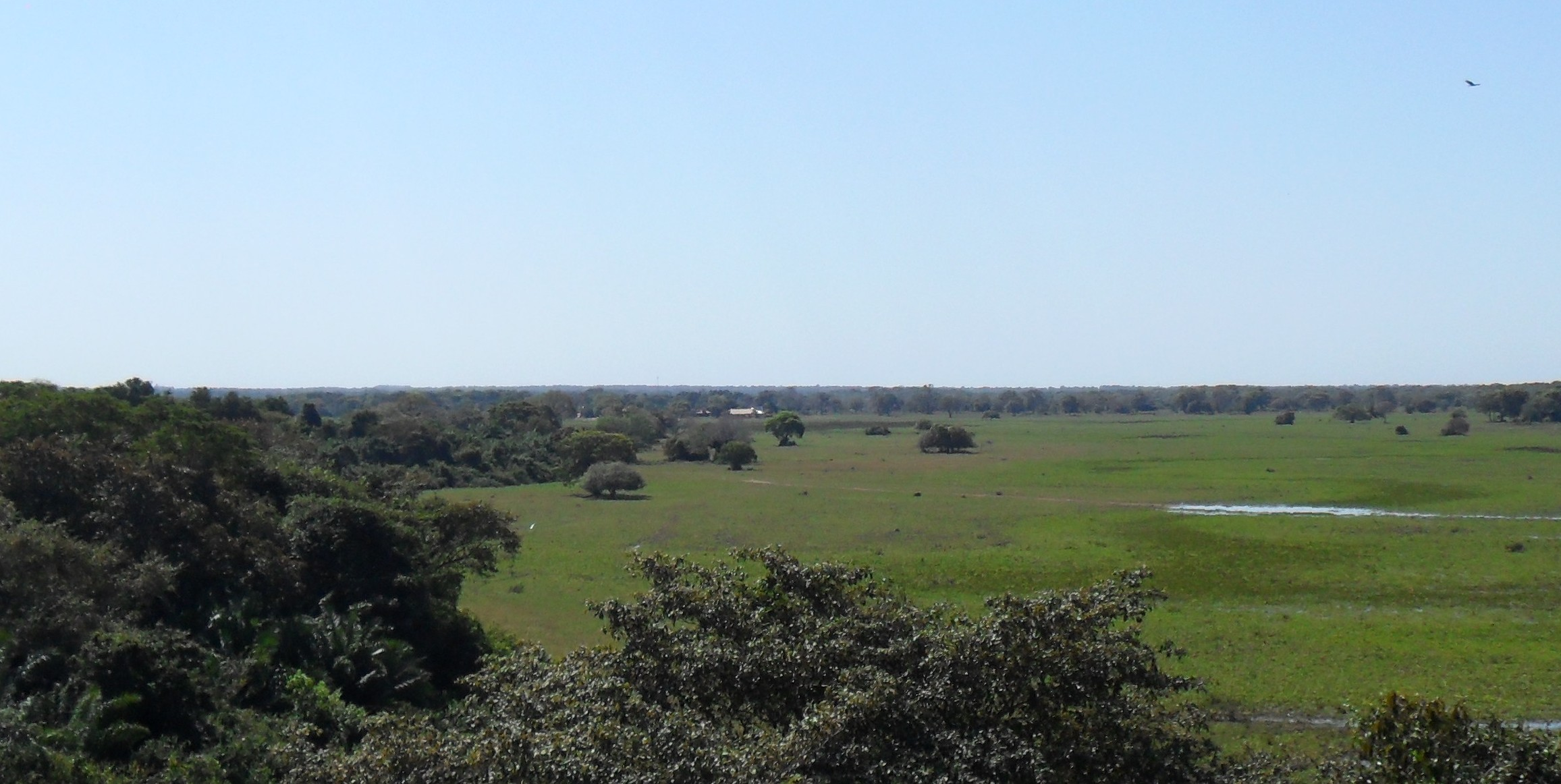
Bruthabitat im Pantanal

Der Weißschwanzbussard zeigt zwar eine deutliche Präferenz für trockene, semiaride Lebensräume, ist aber relativ anpassungsfähig und kommt auch in zumindest temporär feuchten Habitaten, gelegentlich aber auch im Marschland und in aquatischen Landschaften wie dem Pantanal vor. Er benötigt niedrigen oder Abschnitte mit fehlendem Bodenbewuchs und meidet zu dichten Baumbestand. Wasserläufe scheinen ein positives Element eines günstigen Bruthabitats darzustellen. Er ist vor allem eine Art der Niederungen und der Hügellandstufe bis etwa 1000 Meter über NHN. Vereinzelt und in geringer Dichte kommt er jedoch bis 1800 Meter in Kolumbien und bis 2400 Meter in Bolivien vor.
Im am besten untersuchten texanischen Brutgebiet bewohnt er Grasland und Buschsavannen mit spärlicher bis aufgelockerter Baumbedeckung vor allem mit Yucca sp., Mesquiten und Celtis pallida. Auch Dornbuschsteppen mit unterschiedlicher Xerophytenvegetation bieten der Art hier, vor allem aber in Mexiko geeignete Lebensräume. In Mittelamerika und dem nördlichen Südamerika brütet er in den locker baumbestandenen, Llanos genannten, Graslandschaften der Ebenen und Mittelgebirgen. Die extensive Rinderhaltung, die hier und in weiten Teilen südlich des Amazonasbeckens praktiziert wird, toleriert der Weißschwanzbussard; intensiv genutztes Agrarland meidet er aber, auch dann, wenn es zeitweise brach liegt. Im ausgedehnten Brutgebiet des zentralen und südzentralen Südamerikas besiedelt er die trockene Ostabdachung der Anden in Bolivien, den trockenen Cerrado Zentralbrasiliens und Gebiete im Pantanal. Im Südosten brütet er sowohl in den Trocken-, als auch in den Feuchtsavannen; ebenso kommt er in den relativ feuchten, oft aufgelockert palmenbestandenen Übergangszonen zum Atlantischen Regenwald vor. Er erreicht hier die größte Siedlungsdichte und dringt stellenweise in Küstenschwemmländer und Randzonen großer Städte vor. In den unterschiedlich trockenen Pampas des nördlichen Patagonien liegen die südlichsten bekannten Brutplätze.

### Migration und Raumbedarf
Detaillierte Untersuchungen zu diesen Parametern fehlen. So weit bisher bekannt, verbleibt die Art jahrüber im Brutgebiet. Größere Ansammlungen wandernder Weißschwanzbussarde, die in Teilen Südamerikas beobachtet wurden, könnten mit Nahrungsmangel oder weit entfernten Buschfeuern zusammenhängen; Buschbrände stellen dieser Art üppige Nahrungsressourcen zur Verfügung und werden oft von großen Scharen von Greifvögeln aufgesucht. Auch dismigrierende Jungvögel schließen sich gelegentlich zu Gruppen zusammen. Dennoch sind regelmäßige Wanderungen einzelner Populationen nicht auszuschließen.
In Texas ergaben Erhebungen durchschnittliche Siedlungsdichten von 0,18 – 0,21 Brutpaare pro km².

## Nahrung und Nahrungserwerb

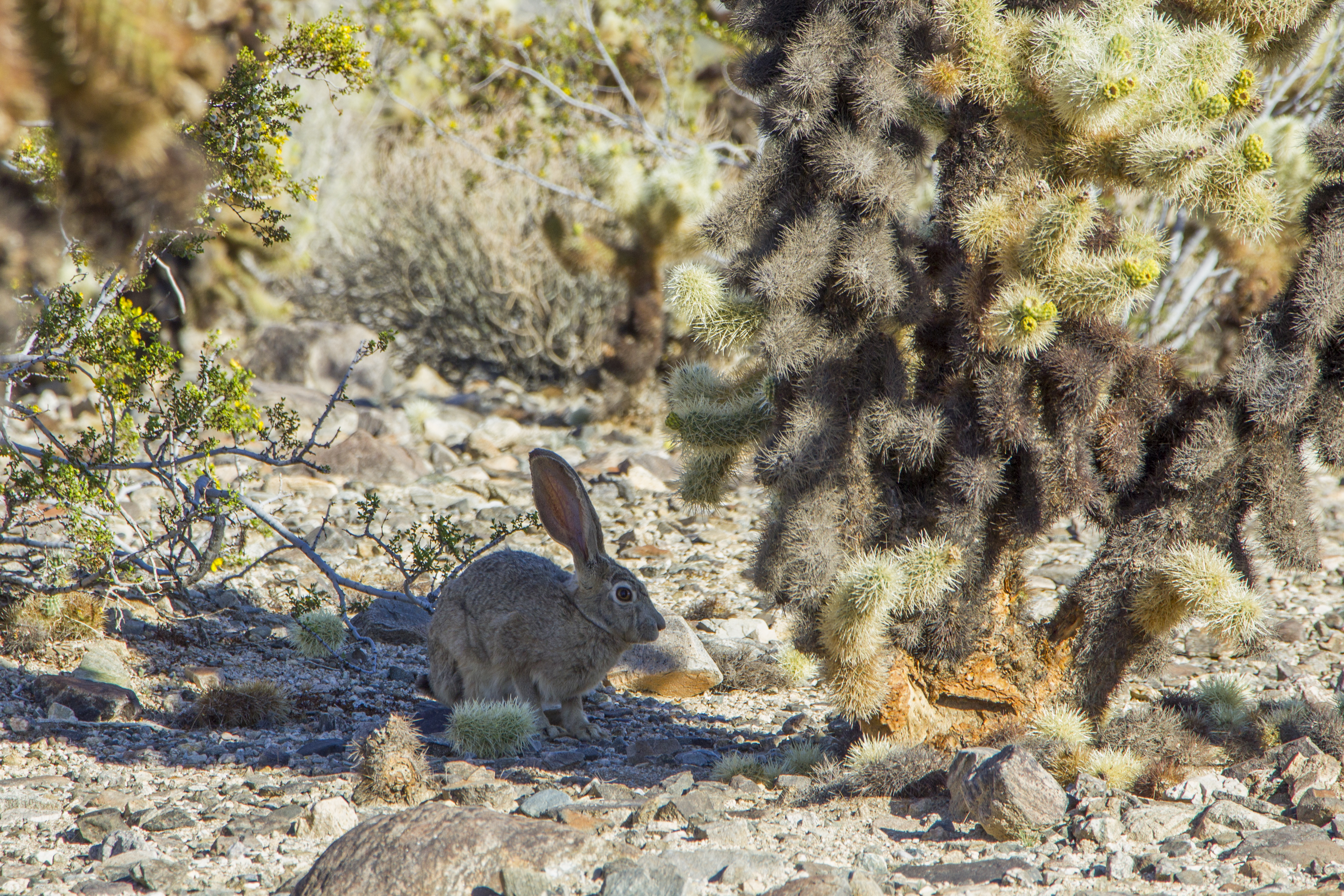
Eselhasen gehören zu den größten Tieren, die ein Weißschwanzbussard schlagen kann

Der Weißschwanzbussard wird aufgrund der sehr großen Vielfalt an Beutetieren als Nahrungsgeneralist angesehen. Liegt der Fokus aber auf der Anzahl der Beutetiere (Heuschrecken) beziehungsweise der aufgenommenen Biomasse (Nagetiere), kann er auch als Nahrungsspezialist gelten. Die Nahrungszusammensetzung ist von der geografischen Lage des Brutgebietes, aber auch stark von der Jahreszeit abhängig. Besonders unterschiedlich fällt sie dort aus, wo Regenzeiten und Trockenzeiten einander abwechseln; so ist in den Feuchtsavannen Südostbrasiliens die Anzahl der erbeuteten Vögel während der Trockenzeit viermal größer, als während der Regenzeit.
Zahlenmäßig stehen Insekten mit großem Abstand an der Spitze der Beutetierliste. Feldheuschrecken, Grillen und Blatthornkäfer überwiegen. Säugetiere machen mit bis zu 77 % den Großteil der Biomasse aus. Im Norden erbeutet der Weißschwanzbussard hauptsächlich Baumwollratten, Amerikanische Buschratten, Taschenratten und verschiedene Arten der Kleinohrspitzmäuse, im Südosten sind Vespermäuse, Südamerikanische Feldmäuse, Grabmäuse, Fledermäuse und Beutelratten die wichtigsten Beutetiere. Unter den Säugetieren sind Hasen, Baumwollschwanzkaninchen und Opossums die größten und schwersten Tiere, die diese Art schlagen kann. Vögel sind ebenfalls eine wichtige Energiequelle, vor allem während der Trockenzeiten; ihr Anteil an der Biomasse beträgt etwa 10 %. Der Weißschwanzbussard schlägt eine Vielzahl von Sperlingsvögel, aber auch Tauben, Watvögel, Enten, Rallen und einige Arten der Zahnwachteln. Je nach Jahreszeit und Brutgebiet können Reptilien und Froschlurche eine wichtige Nahrungskomponente darstellen. Er erbeutet unterschiedliche Arten von Leguanen, Glasschleichen und Glattechsen, sowie verschiedene Schlangenarten, vor allem Nattern, gelegentlich aber auch giftige Arten, wie etwa Klapperschlangen. Weißschwanzbussarde der Küstenmarschen erbeuten zusätzlich oft Krabben und große Regenwürmer (Megascolecidae).

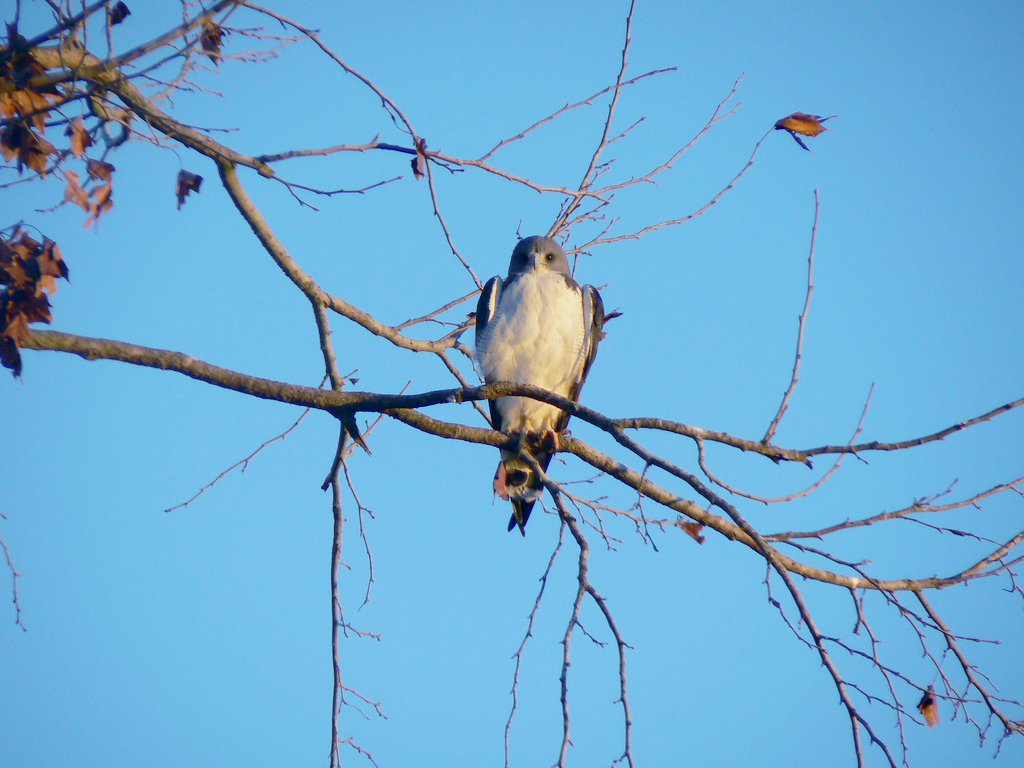
Adulter Weißschwanzbussard auf einem Ansitz

G. albicaudatus beherrscht verschiedene Jagdtechniken. Neben der Ansitzjagd, bei der er von einer erhöhten Sitzwarte aus die Umgebung beobachtet und das Beutetier nach einem kurzen Gleitflug am Boden ergreift, wendet er auch andere Varianten der Flugjagd an. So patrouilliert er im langsamen, niedrigen Suchflug über seinem Nahrungsrevier, rüttelt gelegentlich oder „hängt“ bei günstigen Verhältnissen mit ausgebreiteten Schwingen im Wind; auch bei diesen Jagdtechniken werden Beutetiere am Boden aufgespürt und auch dort geschlagen. Ist die Beute -meist durch einen Nackenbiss oder einen Krallengriff- getötet, mantelt er sie sofort, auch dann, wenn keine Nahrungskonkurrenten in der Nähe sind. Vögel und Fluginsekten erbeutet er im Flug, oder überrascht sie auf Ästen, wobei er Schnabel oder Krallen einsetzt. Häufig schreitet er auch langsam am Boden, vor allem, um Reptilien aufzuspüren.
Weißschwanzbussarde legen oft erhebliche Entfernungen zurück, um Buschbrände zu erreichen, deren Ränder sie abfliegen, um fliehende Tiere zu erbeuten oder bereits tote aufzusammeln. Vor allem immature Bussarde versammeln sich bei solchen Gelegenheiten in kleinen Gruppen und vergesellschaften sich auch mit anderen Greifvögeln. Gelegentlich wurden Weißschwanzbussarde an Aas beobachtet; häufig versuchen sie, anderen Greifvögeln die Beute abzujagen, werden selbst aber auch Opfer von Kleptoparasitismus.

## Brutbiologie
Weißschwanzbussarde werden mit zwei Jahren geschlechtsreif und schreiten gelegentlich in diesem Alter (fast immer mit einem älteren Partner) zur ersten Brut. Die Mehrzahl beginnt erst mit drei Jahren zu brüten. Sie pflegen eine saisonale Bindung. Über Wiederverpaarungen im nächstfolgenden Jahr ist nichts bekannt. Die Angaben zur Brutphänologie sind unvollständig. In Texas wurden frische Bruten vom Januar bis zum August festgestellt, in Mittelamerika und in Kolumbien ebenfalls von Januar an, zwischen Februar und April in Suriname und (wahrscheinlich) zwischen September und Januar in Argentinien. Außerhalb dieser Gebiete sind keine Daten bekannt, außer dass die Brutperiode innerhalb der jeweiligen Trockenzeiten liegt. Gewöhnlich brüten Weißschwanzbussarde einmal im Jahr, bei Gelegeverlust erfolgt häufig eine Ersatzbrut, oft in einem neuen Nest.

### Paarbildung, Nestbau und Nest
Das Balzritual umfasst die bussardtypischen Schauflüge, bei denen die Partner unter häufigem Rufen hoch aufsteigen und vor allem das Männchen Flugakrobatik zeigt. Oft fliegt das Männchen dabei mit einem Ast in den Fängen, den es abwechselnd in den Schnabel und dann wieder zurück in die Fänge manövriert. Typisch für die Art ist das Gras-Ausrupfen (grass-pulling), bei dem die Partner auf dem Boden landen und das Männchen Grasbüschel ausrupft und wieder fallen lässt. Vor allem nach den Schauflügen kommt es zu den häufigen Kopulationen, die bis in die Legeperiode andauern. Mit bis zu einem Monat dauert die Balzperiode relativ lange.
Das Nest wird dort, wo höhere Bäume fehlen, oft sehr niedrig in Büsche oder auf Bodenerhebungen gebaut, sonst häufig in isoliert stehenden Bäumen in einer Höhe bis über 12 Metern. Das Nest ist eine massive, meist leicht elliptische, flache Konstruktion aus toten und frischen Ästen und Zweigen, sowie Material von Stauden und Büschen. Es wird innen mit frischen Blättern und Gras ausgelegt und außen mit Blättern getarnt. Sowohl die Innen- als die auch Außenverkleidung wird bis in die Nestlingszeit hinein gewartet und erneuert. Da Nester wiederverwendet werden, können sie zu umfangreichen Gebilden heranwachsen.

### Gelege und Jungenaufzucht
Das Gelege besteht aus 2 (1 – 4) mattweißen, relativ großen und schweren, meist ungezeichneten Eiern (selten am stumpfen Ende einige rote oder braune Flecken) in den durchschnittlichen Maßen von 58,9 × 46,5 Millimetern und einem Durchschnittsgewicht von 70 Gramm. Das Gelege wird innerhalb von 48 Stunden komplettiert. Das die meiste Zeit brütende Weibchen, das während der Brut- und ersten Nestlingszeit selbst kaum jagt, wird nur für kurze Zeit vom Männchen abgelöst. Der Schlupf beginnt frühestens nach 29 Tagen, kann sich aber bei anhaltender Kälte um einige Tage verzögern. Die Jungen tragen beim Schlupf ein dichtes grauweißes Dunenkleid, haben die Augen halb geöffnet und können sitzen und den Kopf aufrecht halten. Fratrizid scheint vorzukommen, dürfte aber selten sein. Die Nestlinge können mit etwa 28 Tagen Beutetiere selbstständig zerlegen; schon etwas früher hat das Weibchen damit begonnen, sich an der Futterversorgung zu beteiligen, und die Jungen bleiben längere Zeit allein. Frühestens nach 49 Tagen verlassen sie das Nest. Sie tragen zu diesem Zeitpunkt das erste Jugendkleid, doch nicht alle Großfedern haben ihre endgültige Länge erreicht; ihre Fluggeschicklichkeit ist also limitiert. Sie bleiben in der Nähe des Nestes und werden noch lange von den Altvögeln betreut. Nicht selten werden sie bis zur nächsten Brutperiode im Territorium eines Elternteils geduldet, bis sie energisch vertrieben werden und großräumig dismigrieren. Soweit bekannt kehren sie nicht mehr an den Ort ihrer Geburt zurück. Immature Weißschwanzbussarde schließen sich gelegentlich zu Gruppen zusammen und streifen ungerichtet umher.
Die wenigen Angaben zu Bruterfolg und Ausfliegerate betreffen nur kleine Samples von Gelegen in Texas. Dort brachten 51 % der begonnenen Bruten zumindest ein Junges zum Ausfliegen; die Reproduktionszahl betrug 1,13 Junge pro Brutpaar.

## Systematik

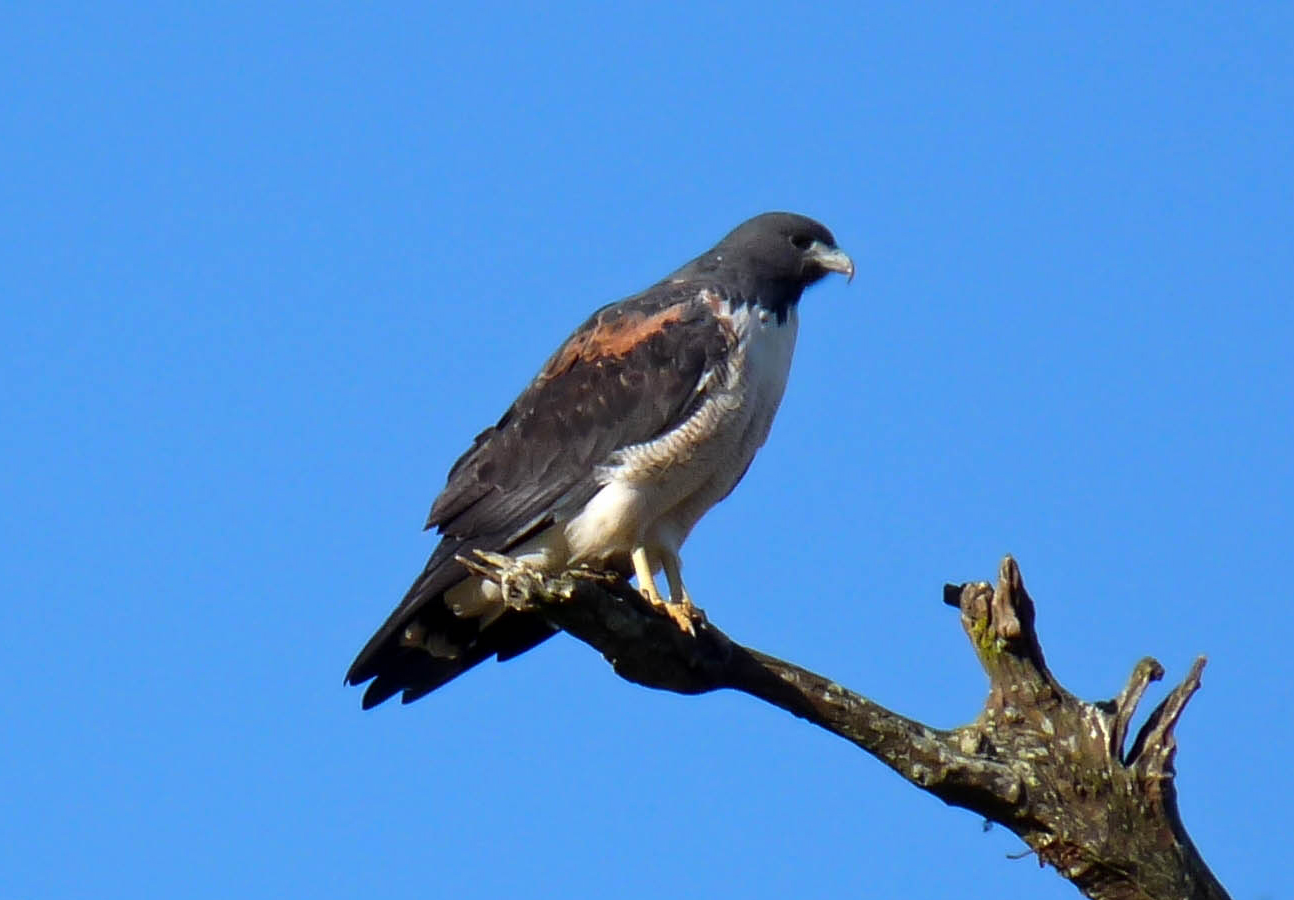
Adult, G. a. albicaudatus

Der Weißschwanzbussard wurde 1816 von Louis Pierre Vieillot als Buteo albicaudatus erstbeschrieben (La Buse à Queue blanche). Vieillot gab als Verbreitungsgebiet Südamerika an. Das Typusexemplar stammt laut HBW aus der Provinz Rio de Janeiro. Laut Alfred Laubmann war es 1908 Hans Hermann Carl Ludwig von Berlepsch der Rio de Janeiro al terra typica restr. definierte. Für seine Analysen hatte er in seinem Werk Die Vögel von Paraguay zwei Bälge, gesammelt von durch Hans Krieg (1888–1970) aus dem Bergland des Río Apa bei Centurion und  von Nueva Germania, zur Verfügung. In der Literatur sah er in Lambaré durch Berlepsch und dem Oberlauf des Río Paraná durch Arnaldo de Winkelried Bertoni Nachweise für das Land. Außerdem erwähnte er Aguila de la coliblamca von Félix de Azara für Paraguay. Erst 2015 wurde die Art gemäß der Empfehlung von F. Raposo do Amaral et al. aufgrund der großen genetischen Distanz zu anderen Arten der Gattung aus Buteo gelöst und in die 1844 von Johann Jakob Kaup definierte Gattung Geranoaetus gestellt. Die beiden anderen Mitglieder dieser Gattung G. melanoleucus (Andenbussard) und G. polyosoma (Rotrückenbussard) sind auch die nächsten Verwandten, die letztere gilt als Schwesterart.

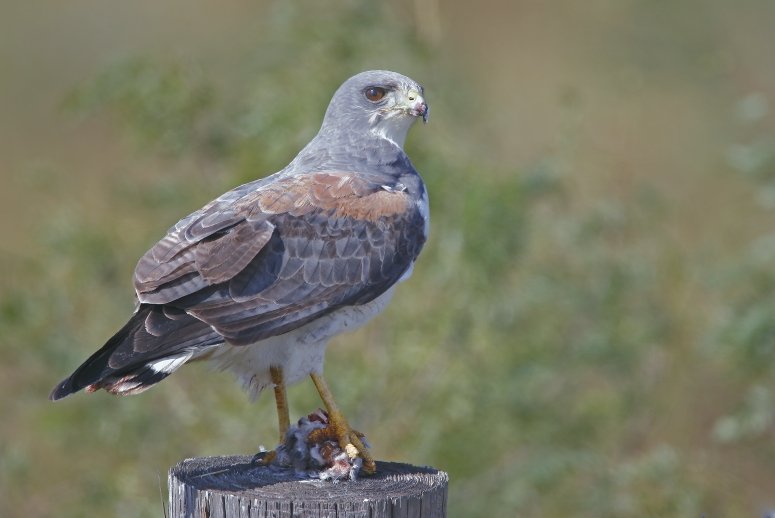
Adult, G. a. colonus

Mit Stand Ende 2019 werden drei, gut differenzierte Unterarten anerkannt:
- Geranoaetus albicaudatus albicaudatus (Vieillot, 1816)[21]: Die Nominatform ist in Südamerika südlich des Amazonasbeckens verbreitet; es ist die größte Unterart mit meist dunkler Kehle. Im Flug scheinen sich Kopf und Hals oft kapuzenförmig vom übrigen Körper abzusetzen. Dunkelmorphige Vögel mit rostbrauner Mantelzeichnung sind vergleichsweise häufig.
- G. a. colonus (Berlepsch, 1892)[30]: Ostkolumbien, Venezuela, Guayanastaaten und Inseln unter dem Winde und (selten) Trinidad. Südwärts bis an die Nordgrenze des Amazonastieflandes und ostwärts bis an den Atlantik. Kleinste und hellste Unterart. Oberseite hellgrau, Unterseite weiß; meist weißkehlig. Dunkelmorphige Individuen sind sehr selten.
- G. a. hypospodius (Gurney, 1876)[31]: Andentäler Kolumbiens nordwärts über Mittelamerika, Mexiko bis Südosttexas. In Größe und Färbung intermediär zu den vorhergehenden; meist weißkehlig. Dunkle Morphe äußerst selten.

Buteo albicaudatus sennetti Allen, JA 1893 wird heute als Synonym zu G. a. hypospodius betrachtet, Tachytriorchis albicaudatus exiguus Chapman, 1915 als Synonym zu G. a. colonus und Falco pterocles Temminck, 1821 als Synonym zur Nominatform.

## Etymologie
Der Gattungsname Geranoaetus ist ein Wortgebilde aus γέρανος géranos für Kranich und ἀετός aëtós für Adler und bezieht sich entweder auf die kranichgraue Farbe oder die langen Beine der Art. Der Artname albicaudatus setzt sich aus lateinisch albus ‚weiß‘ und lateinisch caudatus, cauda ‚geschwänzt, schwänzig, Schwanz‘ zusammen. Colonus hat seinen Ursprung in lateinisch colonus,  colere ‚Bauer, Landwirt, kultivieren‘, hypospodius in ὑπο hypo für unten und σπόδιος, σποδός spódios, spodós für aschfarben, Asche,  exiguus in lateinisch exiguus, exigere ‚klein, wegfahren‘ und pterocles in πτερόν pterón für Schwungfeder, Flügel und -κλῆς -klēs für bemerkenswert, großartig. Schließlich ist sennetti George Burritt Sennett (1840–1900) gewidmet.

## Bestand und Bedrohung
Der Weißschwanzbussard ist gemäß dem Washingtoner Artenschutzübereinkommen in Texas als bedrohte Art gelistet, die IUCN bewertet den Bestand als ungefährdet (LC = least concern) und bezeichnet den Bestandstrend als „zunehmend“. Nach Christie beträgt das Verbreitungsgebiet fast 10 Mio. km², und Hochrechnungen quantifizieren den Gesamtbestand mit 2 Mio. Individuen. Überregionale Erfassungen der Populationsdichte und der Anzahl der Individuen bestehen nicht.
In Texas hat sich der Bestand nach einem DDT bedingten Rückgang seit dem Verbot dieses Insektizids 1981 stabilisiert. In Südostbrasilien und in anderen Regionen Südamerikas profitiert die Art von der zunehmenden Entwaldung, die neue, nutzbare Lebensräume schafft. Dort, wo von Schafzüchtern Strychnin zur Bekämpfung von Beutegreifern eingesetzt wird, kommt es jedoch zu empfindlichen Bestandseinbußen, auch zunehmender Freizeittourismus kann zur Aufgabe von Brutplätzen führen, da der Weißschwanzbussard auf Störungen während der Brutzeit sehr empfindlich reagiert.